# Коледж (Аляска)
Коледж (англ. College) — переписна місцевість (CDP) в США, в окрузі Фербенкс-Норт-Стар штату Аляска. Населення — 11 332 особи (2020). Населений пункт примикає до Фербенкса з північного заходу. Населення міста становить 12 964 особи згідно перепису 2010 року.

## Географія
Коледж розташований за координатами 64°52′12″ пн. ш. 147°48′26″ зх. д. / 64.87000° пн. ш. 147.80722° зх. д. (64.870086, -147.807274). За даними Бюро перепису населення США в 2010 році переписна місцевість мала площу 49,72 км², з яких 48,64 км² — суходіл та 1,08 км² — водойми.

## Демографія
Згідно з переписом 2010 року, у переписній місцевості мешкали 12 964 особи в 4820 домогосподарствах у складі 2876 родин. Густота населення становила 261 особа/км². Було 5211 помешкання (105/км²).
Расовий склад населення:
| - 73,1 % — білих - 9,5 % — корінних американців - 4,6 % — азіатів - 3,2 % — чорних або афроамериканців - 0,4 % — вихідців з тихоокеанських островів - 1,1 % — осіб інших рас |

До двох чи більше рас належало 8,1 %. Частка іспаномовних становила 5,3 % від усіх жителів.
За віковим діапазоном населення розподілялося таким чином: 21,4 % — особи молодші 18 років, 71,5 % — особи у віці 18—64 років, 7,1 % — особи у віці 65 років та старші. Медіана віку мешканця становила 30,1 року. На 100 осіб жіночої статі у переписній місцевості припадало 109,8 чоловіків; на 100 жінок у віці від 18 років та старших — 110,5 чоловіків також старших 18 років.
Середній дохід на одне домашнє господарство становив 90 624 долари США (медіана — 73 812), а середній дохід на одну сім'ю — 106 559 доларів (медіана — 98 597). Медіана доходів становила 67 045 доларів для чоловіків та 41 898 доларів для жінок. За межею бідності перебувало 8,2 % осіб, у тому числі 8,3 % дітей у віці до 18 років та 3,4 % осіб у віці 65 років та старших.
Цивільне працевлаштоване населення становило 8037 осіб. Основні галузі зайнятості: освіта, охорона здоров'я та соціальна допомога — 32,3 %, роздрібна торгівля — 12,5 %, публічна адміністрація — 9,1 %, науковці, спеціалісти, менеджери — 7,8 %.
| Рік перепису | Населення (людина) | Число домогосподарств | Число сімей | Число осель | З них жилих | Середній дохід на людину | Медіанний дохід на сім'ю |
| ------------ | ------------------ | --------------------- | ----------- | ----------- | ----------- | ------------------------ | ------------------------ |
| 2000         | 11 402             | 4104                  | 2640        | 4501        |             |                          |                          |
| 2005-2009    | 14148              | 4473                  | 2894        | 4985        | 4473        | $ 30706                  | $ 69969                  |
| 2010         | 12 964             |                       |             | 5211        | 4820        | $ 23381                  | $ 69964                  |

## Освіта
На межі Коледжу та Фербенкса розташований Університет Аляски у Фербенксі (англ. University of Alaska Fairbanks), один з трьох університетів системи «університет Аляски». Значна частина населення Коледжу працює або навчається в Університеті.